# Saison 2 de Liv et Maddie
 (février 2014).
Chronologie
Saison 3
Cet article présente les épisodes de la deuxième saison de la série télévisée américaine Liv et Maddie.

## Distribution de la saison

### Acteurs principaux
- Dove Cameron : Olivia « Liv » et Madison « Maddie » Rooney
- Joey Bragg : Joey Rooney
- Tenzing Norgay Trainor : Parker Rooney
- Kali Rocha : Karen Rooney
- Benjamin King : Pete Rooney

### Acteurs récurrents et invités
- Jessica Marie Garcia : Willow
- Ryan McCartan : Diggie
- Cozi Zuehlsdorff (en) : Océane
- Allen Alvarado Skippy Ramiez
- Kurt Long : Johnny Nimbus
- Josh Swickard : Todd Stetson
- Victoria Moroles (en) (VF : Sophie Frison) : Andie Bustamente
- Jordan Fisher (VF : Karim Barras) : Holden Dippledorf

## Production
Andy Fickman a réalisé tous les épisodes.
La série a été renouvelée pour une quatrième saison qui n'a malheureusement reçu que 4 sur 50 selon les critiques : jugeant le niveau bas par rapport aux 3 précédente. Disney channel a donc décidé d'arrêter la série.